# Txai (álbum)
| Críticas profissionais | Críticas profissionais |
| Avaliações da crítica  | Avaliações da crítica  |
| Fonte                  | Avaliação              |
| ---------------------- | ---------------------- |
| Allmusic               | [ 1 ]                  |

Txai é um álbum do cantor e compositor brasileiro Milton Nascimento lançado no ano de 1990 pela CBS. Este trabalho nasceu a partir de uma expedição à floresta amazônica e fez parte de uma campanha mundial de apoio à Aliança dos Povos da Floresta, coordenada pela União das Nações Indígenas e pelo Conselho Nacional dos Seringueiros.  

## Faixas
Todas as faixas interpretadas por Milton Nascimento, exceto quando especificado.
1. "Overture" (interpretada por Milton Nascimento com Davi Kopenawa Yanomami) - 01:15
2. "Txaí" - 04:04
3. "Baú Meteoro (com o povo Kayapó da aldeia A'Ukre) - 00:30
4. "Coisas da Vida" - 05:00
5. "Hoeiepereiga" (com o Povo Paiter) - 00:41
6. "Estórias da Floresta" - 01:33
7. "Yanomami e Nós (Pacto de Vida)" - 4:12
8. "Awasi" (com o Povo Waiãpi) - 00:46
9. "A Terceira Margem Do Rio" - 03:48
10. "Benke" (com Leonardo Bretas) - 03:42
11. "Sertão das Águas" - 2:27
12. "Que Virá Dessa Escuridão?" - 02:21
13. "Curi Curi" (com Tsaqu Waiãpi e River Phoenix) - 01:16
14. "Nozani Na" (com Marlui Miranda e Milton Nascimento) - 02:19
15. "Baridjumokó" (com o povo Kayapó da aldeia A'Ukre) - 01:56